# Wilma Stockenström
Wilma Stockenström, Wilhelmina Johanna Stockenström, född 7 augusti 1933 i Napier, Kapprovinsen, Sydafrika, är en sydafrikansk afrikaansspråkig författare. Efter några skådespel i absurdistisk stil gjorde hon sig ett namn som lyriker med samlingen Vir die bysiende leser ("För den närsynte läsaren", 1970). Störst uppseende väckte hon med den lilla romanen Die Kremetartekspedisie, som även har översatts till svenska. Stockenström räknas till de mest inflytelserika afrikaansspråkiga författarna, och hennes verk har översatts till åtskilliga språk.

## Verk översatt till svenska
- Expeditionen till baobabträdet. Stockholm: Författarförlaget. 1987. Libris 7596302. ISBN 91-7054-516-2 (inb.) Bilder av Channa Bankier, översättning av Ingegärd Martinell